# Elecciones regionales de Venezuela

Resultado de las elecciones regionales de Venezuela de 1989, las primeras de la historia del país.

Las elecciones regionales en Venezuela se refieren a un proceso electoral donde se eligen por mayoría simple a los gobernadores y Consejos Legislativos de los Estados, adicionalmente se eligen a los alcaldes y Consejos Municipales de los municipios y otras autoridades especiales, como hasta el año 2017 de los alcaldes mayores y sus respectivos Cabildos en el caso del Distrito Metropolitano de Caracas y el Distrito del Alto Apure.

## Antecedentes
Las elecciones de las autoridades regionales ya estaba contemplada en la Constitución de Venezuela de 1961; sin embargo, no se habían realizado más que elecciones para los Concejos Municipales en 1979 y 1984, los gobernadores y alcaldes eran designados directamente por el Ejecutivo Nacional. En 1984 el gobierno del entonces presidente de la República Jaime Lusinchi decreta la creación de la Comisión Presidencial para la Reforma del Estado (COPRE) en donde se estipulaba hacer efectivo el ordenamiento jurídico de aquella constitución que para el momento no era aplicado. La COPRE fue dirigido por Ramón José Velásquez desde su instalación en 1985, en 1987 la comisión presidencial arroja como resultado el impulso de una política para la descentralización territorial en Venezuela, pero el gobierno de Lusinchi rechazó el documento junto a los líderes de su partido Acción Democrática (AD), estos decidieron retardar en el Congreso los mecanismos de elección para los Estados y Municipios. En 1989 asume la presidencia Carlos Andrés Pérez también de AD oponiéndose en un principio a la elección de esas autoridades pero debido a conflictos sociales como el Caracazo terminó aceptando y se aprobaron las respectivas leyes en el Congreso.

## Elecciones

### Elecciones de 1989
El 3 de diciembre de 1989 se realizaron por primera vez en Venezuela elecciones para elegir a los gobernadores y alcaldes de las regiones para el período 1990-1993, estos cumplirían sus funciones por período de tres años con posibilidad de reelección inmediata una sola vez. Los cambios sociales ocurridos luego del Caracazo el 27 de febrero de ese año dejaron también significativos cambios políticos en diciembre, porque pese a que se mantenía el bipartidismo encabezado por AD y COPEI se lograron triunfos sorpresivos en los Estados Aragua y Bolívar al resultar electos Carlos Tablante del Movimiento al Socialismo (MAS) y Andrés Velásquez de La Causa R (LCR). Al igual que recientes procesos electorales de entonces la abstención iba en aumento, para esa elección llegó al 54,9%.

### Elecciones de 1992
Las elecciones de 1992 representaron otro cambio gradual hacia el fin del bipartidismo, Copei partido tradicional decide pactar con el izquierdista MAS en la mayoría de los Estados para competir en las regionales contra su principal rival AD, estos habían logrado alianzas estables en la mayoría de los Estados con Unión Republicana Democrática (URD) y OPINA. Las elecciones se realizaron en diciembre de 1992 para elegir las autoridades para el período 1993-1996, la abstención bajó a 50,7%. Estos comicios fueron los primeros para elegir gobernadores para los Estados Amazonas y Delta Amacuro que poco antes habían sido elevados por ley de Territorios Federales a Estados.
En esa elección AD obtuvo 8 gobernaciones, Copei logró 5 gobernaciones además de otras 5 con la alianza Copei-MAS que se concretó en algunos Estados, por su parte el MAS se hizo con 3 gobernaciones gracias a alianzas con pequeños partidos en su mayoría de izquierda. La única entidad en la que no se pudieron imponer esos partidos fue en Bolívar al repetir en la gobernación Andrés Velásquez de LCR.

### Elecciones de 1995
En 1995 se realizan las terceras elecciones regionales en Venezuela, para ese año ya tenía dos años de fundado el partido de gobierno Convergencia que solamente había servido para apoyar la candidatura de Rafael Caldera en 1993, pero tenía fuerte presencia en Yaracuy de donde era natal Caldera, otros movimientos regionales comenzaban a cobrar importancia uno de ellos Proyecto Carabobo que al igual que Convergencia se desprendieron de COPEI. AD parecía recuperado de los resultados regionales anteriores y los presidenciales de 1993, en parte debido a las fracturas de COPEI y el surgimiento de los movimientos regionales, AD obtuvo 12 de las 22 gobernaciones que se disputaban en ese momento, el MAS triunfó en 4 y COPEI en 3, el MAS y COPEI en algunos Estados mantuvieron su alianza como en las elecciones anteriores pero para 1995 se sumaban otros partidos de izquierda como el Partido Comunista de Venezuela (PCV) y el Movimiento Electoral del Pueblo (MEP), entre otros. LCR pierde su bastión en el Estado Bolívar pero obtiene por estrecho margen con apenas el 30% de los votos la gobernación del Estado Zulia para Francisco Arias Cárdenas, Arias había participado en 1992 en el fallido intento de Golpe de Estado. Proyecto Carabobo (PC) gana la gobernación del Estado Carabobo mientras que Convergencia obtiene la de Yaracuy. La abstención para esa elección fue de 53,8%.

### Elecciones de 1998
El 8 de noviembre de 1998 se realizaron comicios para escoger solamente a los gobernadores de los Estados, se decidió postergar las votaciones de alcaldes para el año 2000 debido a que en 1998 también se debían celebrar elecciones para presidente de la República y congresistas. Tres organizaciones nuevas con fuerza aparecen en el mapa político, el Movimiento V República (MVR) que había sido fundado un año antes por Hugo Chávez entonces candidato presidencial, Patria Para Todos (PPT) que representaba una escisión de LCR y Proyecto Venezuela( PROVE) una escisión de Copei. Por primera vez se eligió el cargo de gobernador para el recién creado estado Vargas aumentando el número de gobernaciones a 23.
AD todavía permanecía como el partido político más grande de Venezuela aunque notoriamente mermado, se impuso en 8 gobernaciones sin necesidad de sumar los votos de sus otros aliados que eran pequeños partidos, solamente en el Estado Sucre sirvió de aliado Copei que solamente aportó el 5% de los votos. El MVR estableció frágiles alianzas con el MAS y el PPT logrando con estos partidos obtener 4 gobernaciones como el partido más votado de su coalición y ayudando a obtener las gobernaciones de Aragua y Lara al MAS; este último logró participar en alianzas tan heterogéneas como el MVR, PPT, Copei, Convergencia y LCR, aunque de manera propia se impuso en 3 gobernaciones. Copei obtuvo 4 gobernaciones, tres de ellas con alianzas con partidos nacionales y regionales pequeños en esos Estados, mientras que en la gobernación de Nueva Esparta contó con el respaldo del MAS. Convergencia para entonces partido de gobierno solamente obtuvo la gobernación de Yaracuy. El recién fundado Proyecto Venezuela se hace con la gobernación de Carabobo.
Mención especial merecen los casos Delta Amacuro y Zulia, en el primero el partido regional MERI en alianza con Copei y AD se adjudican la gobernación, mientras que en el Zulia el candidato ganador Francisco Arias Cárdenas fue apoyado por Copei, LCR, MVR, MAS y otras organizaciones para derrotar al entonces candidato de AD Manuel Rosales. La abstención de esas elecciones fue 45,6% siendo la más baja registrada para el momento.
El gobernador de Nueva Esparta Rafael Tovar fallece en 1999, motivando a una nueva elección para esa entidad, el 14 de marzo de 1999 gana las elecciones Irene Sáez con el 70,29% de los votos la ex Miss Universo y exalcaldesa del Municipio Chacao de Caracas, Sáez fue apoyada por el MVR, su partido IRENE en alianza con el MAS, PPT, MIN, URD, MEP y LCR, entre otros. Ese mismo año el 25 de julio es electo Jesús Aguilarte Gámez como gobernador del Estado Apure, apoyado por el MVR en alianza con el MAS, PPT, IPCN, MEP, BR, LCR y PCV, entre otros, totalizando el 51,51% de los votos; la elección se lleva a cabo tras la renuncia a su cargo de José Gregorio Montilla para postularse a la Asamblea Nacional Constituyente.

### Elecciones de 2000
Luego de aprobada la nueva Constitución de Venezuela de 1999 se decide hacer un proceso comicial para renovar por completo todos los cargos de elección popular, algunos denominaron ese proceso como las megaelecciones. A partir de ese año los gobernadores y alcaldes electos aumentan su período de gobierno de 3 a 4 años para cumplir con lo establecido en la recién aprobada Constitución, además de que por la misma razón por primera vez se eligió de manera directa al gobernante del Distrito Metropolitano de Caracas (o Alcaldía Mayor) que sustituyó la figura del Antiguo Distrito Federal. La abstención que se registró en esas elecciones fue de 43,6%.
El 30 de julio de 2000 se llevan a cabo los comicios, para ese momento Hugo Chávez se relanzaba como candidato presidencial lo que hacía que aumentaran las posibilidades de obtener resultados favorables para los partidos de gobierno MVR y MAS fundamentalmente, tanto que el MVR alcanzó 11 gobernaciones más la Alcaldía Mayor de Caracas, aunque también fue el partido con mayor votación en Anzoátegui apoyando al candidato del MAS que resultó ganador. El MAS obtiene 4 gobernaciones y el PPT una. En total esa alianza pro-Chávez consiguió 17 de las 24 gobernaciones venezolanas (incluido el Distrito Capital). La oposición quedó fragmentada logrando 7 gobernaciones, AD venía de una división en el Estado Zulia que le afectaba notoriamente, el partido obtiene 3 gobernaciones, mientras que el partido Un Nuevo Tiempo que se había desprendido ese mismo año de AD obtuvo el triunfo en el Zulia. Copei otro de los partidos tradicionales consiguió una gobernación, mientras que Convergencia y Proyecto Venezuela que se habían separado de Copei conseguían una gobernación cada uno.
Caso del Estado Amazonas
En las elecciones de julio de 2000 resultó elegido José Bernabé Gutiérrez de AD con 10.721 votos sobre Liborio Guarulla del PPT que obtuvo 10.500 votos, este último acudió al Tribunal Supremo de Justicia (TSJ) alegando fraude en algunas mesas electorales, así el 18 de diciembre de 2000 se ordena repetir en esas siete mesas electorales los comicios. El 11 de febrero de 2001 en la repetición parcial de elecciones resulta vencedor Guarulla sobre Bernabé Gutiérrez por un margen de 500 votos. Desde ese momento las elecciones para elegir gobernador en Amazonas se realizan separado de las del resto del país. (aproximadamente 1 año después)

### Elecciones de 2004
Las elecciones del 31 de octubre de 2004 para elegir a gobernadores y alcaldes estuvo marcada por la victoria de Hugo Chávez en el Referéndum Revocatorio del 15 de agosto de ese año, en ese referendo se decidía la permanencia o no en el gobierno venezolano de Chávez, la oposición llamó fraudulento el proceso y de ahí se generarían diferentes posturas en la oposición venezolana sobre participar o no ante un Consejo Nacional Electoral (CNE) supuestamente parcializado hacia Chávez. 
La posición opositora sobre participar o abstenerse en ese proceso comicial se mantuvo hasta el día de las votaciones, algunos candidatos se retiraron de manera formal y algunos se mantuvieron con una postura ambigua. El resultado fue la victoria oficialista en 20 de las 22 gobernaciones en disputa más las victorias en el Distrito Metropolitano de Caracas y del Alto Apure, los opositores solamente consiguieron las gobernaciones del Zulia y Nueva Esparta. Algunos candidatos opositores que optaban por la reelección como Eduardo Lapi de Convergencia por el Estado Yaracuy y Henrique Salas Feo de Proyecto Venezuela por el Estado Carabobo denunciaron que los resultados en sus respectivos estados supuestamente fueron manipulados por el ente comicial, aunque sin lograr impugnar los resultados.

#### Elecciones legislativas municipales de 2005
El 7 de agosto de 2005 se celebraron las elecciones municipales para elegir 2.389 concejales y 3.207 integrantes de las Juntas Parroquiales que no habían sido escogidos en el proceso regional de 2004. Además se disputó la elección para la gobernación del Estado Amazonas y las alcaldías de los municipios Achaguas del Estado Apure, Miranda del Estado Carabobo y Manuel Monge del Estado Yaracuy, en este último municipio las elecciones se realizaron el 17 de agosto del mismo año; resultaron elegidos un candidato por el PPT, iniciativa propia (independiente) y MVR respectivamente. La situación opositora al igual que en los comicios regionales de 2004 se dividía entre votar o no, retirándose algunos candidatos opositores. La alianza oficialista decidió crear una organización llamada Unidad de Vencedores Electorales (UVE) para presentar una tarjeta unificada en las votaciones para Concejos Municipales y Juntas Parroquiales, el sistema denominado "morochas" hacía que los votos de dos o más organizaciones políticas "se expresara en la sumatoria de los resultados de las votaciones obtenidas por cada miembro del pacto", lo que para los opositores significaba afectar de manera directa a la representación proporcional de las minorías. En Amazonas resulta reelecto Liborio Guarulla del oficialista PPT y en los demás cargos disputados a nivel nacional obtuvieron la victoria los miembros de la alianza UVE en casi todas las circunscripciones municipales, la mayoría de las organizaciones opositoras grandes decidieron llamar a no votar el día de la elección. 

#### Otras elecciones municipales
En 2006 se realizaron elecciones para los municipios Carrizal del Estado Miranda, Miranda del Estado Trujillo, Nirgua del Estado Yaracuy y Miranda del Estado Zulia, resultando electos candidatos de AD, PODEMOS, FUR 25EN y MVR respectivamente. En 2007 se efectúan elecciones en los municipios  Alto Orinoco del Estado Amazonas y Catatumbo del Estado Zulia, resultando electos un candidato por iniciativa propia (independiente) y otro por UNT respectivamente. 

### Elecciones de 2008
El 23 de noviembre de 2008 se realizaron las séptimas elecciones regionales en Venezuela, disputándose 22 de las 23 gobernaciones, 2 alcaldías distritales y 326 alcaldías, así como los cargos a los Consejos Legistativos Estadales y a los Cabildos Distritales (Distrito Metropolitano y Distrito Alto Apure). A diferencia de los anteriores comicios regionales desde la llegada de Chávez al poder, en esta oportunidad aparte de los bloques del oficialismo (chavismo) y oposición, aparece uno nuevo, los llamados disidentes, que si bien se despreden del chavismo no forman parte de la oposición tradicional; aunque no lograron obtener ningún triunfo si tuvieron importante aceptación en los estados Barinas, Guárico y Delta Amacuro y en menor grado en Carabobo, Trujillo y Portuguesa.
Para el momento de la elección el oficialismo contaba con 14 de los estados en disputa, la oposición 4 y la disidencia 4, aunque de estos 8 últimos 6 habían sido ganados en 2004 por el oficialismo pero a partir de 2007 se habían separado de él, como ocurrió con el partido Podemos que controlaba los estados Aragua y Sucre o fueron expulsados del oficialista PSUV como los casos de Carabobo, Guárico, Trujillo y Yaracuy.
Después de la elección, el oficialismo representado por el PSUV ganó 17 gobernaciones de 22 en disputa, mientras que la oposición aumentó el número de gobernaciones a 5 respecto a la elección de 2004 en la cual alcanzó 2. La disidencia no logró ninguna victoria, aunque sí impugnó el triunfo de Adán Chávez en el Estado Barinas, donde según los partidos Podemos y Gente Emergente, el exalcalde Julio César Reyes habría ganado, de no desaparecer 97 actas de escrutinio de la Junta Regional Electoral de Barinas.
Al cabo de las elecciones las dos grandes corrientes políticas en el país se proclaman ganadoras. Por una parte el oficialismo conquistó la mayor cantidad de gobernaciones del país, con un 77%. Por otra parte la oposición se aduce el triunfo ya que logró conquistar 5 gobernaciones de las 8 más importantes del país, tomando en cuenta que estas son las de mayor concentración de población. Sin embargo según los resultados finales sumados por votos a las gobernaciones, el oficialismo representado por el PSUV mantiene la mayoría con 5.422.064 electores, frente a 4.137.756 que votaron por los partidos de oposición, siendo esta cifra para la oposición un franco aumento, incluso mayor que el del oficialismo con respecto a las elecciones regionales pasadas.
En cuanto a las Alcaldías el oficialismo ganó en cerca de 80% de las municipios del país, (más de 265 alcaldías) mejorando su resultado del 2004 De las 24 capitales de estado el oficialismo ganó en 18 de ellas, ganando en el municipio más poblado del país (el Municipio Libertador de Caracas)y sede del poder central. En cuanto a la composición de los poderes legislativos regionales con excepción de los estados Zulia, Miranda y Nueva Esparta, el oficialismo obtuvo mayoría en los consejos legislativos, incluidos 2, donde el gobernador electo es de oposición (táchira y Carabobo) El oficialismo obtuvo un 76% de los cargos en disputa
De 233 curules el chavismo tendrá 178 legisladores. Mientras que la oposición tendrán 53 legisladores lo que representa un 24% de los cargos. La abstención de las elecciones regionales de 2008 fue de 34,55% la menor desde que se comenzaron a disputar este tipo de elección en Venezuela.

### Elecciones de 2010

Estados y municipios donde se realizarán las elecciones (Nueva Esparta y Miranda han sido ampliadas en el recuadro):
Gobernaciones
Alcaldías

El 5 de diciembre de 2010 se realizaron comicios regionales para elegir a dos gobernadores, de Amazonas y Guárico, y once alcaldes venezolanos.[actualizar] Estas elecciones, originalmente planeadas para marzo de 2011, fueron adelantadas luego de la muerte de Willian Lara, gobernador de Guárico, en un accidente de tránsito. Las elecciones en el estado Amazonas están atrasadas un año respecto al resto desde 2001, cuando fueron impugnadas las del 2000, y se repitieron parcialmente.
Los municipios donde se celebrarán elecciones son: Achaguas del Estado Apure, Miranda del Estado Carabobo, Carrizal del Estado Miranda, Arismendi del Estado Nueva Esparta, Panamericano del Estado Táchira, Boconó y Miranda del Estado Trujillo, Manuel Monge y Nirgua del Estado Yaracuy, y Maracaibo y Miranda del Estado Zulia.

### Elecciones de 2012
El 16 de diciembre de 2012, se realizaron comicios regionales para elegir a los Gobernadores y a los Legisladores a los Parlamentos de las Entidades Federales, todos los cargos optaron para el período 2013-2017. fueron las 8° elecciones regionales que se realizarán en Venezuela desde 1989, esta vez separando las elecciones estadales de las municipales, las cuales se realizarán el 8 de diciembre de 2013. En estas elecciones el Partido Socialista Unido de Venezuela se impuso en un total de 20 de las 23 gobernaciones, la Mesa de la Unidad democrática logró ganar 3 gobernaciones que fueron las de los estados Miranda, Amazonas y Lara.

### Elecciones de 2017
El actual gobierno no las realizó en diciembre de 2016, expresando que se celebrarían a finales del primer semestre de 2017. Para el 24 de mayo de 2017 el CNE se pronunció al respecto.